# Falscher Potto
Der Falsche Potto (Pseudopotto martini) ist eine umstrittene Primatenart aus der Familie der Loris (Lorisidae). Er wurde 1996 von dem amerikanischen Anthropologen und Primatologen Jeffrey H. Schwartz anhand von Museumsexemplaren beschrieben. Die Validität der Art ist umstritten und es ist unklar, ob es sich tatsächlich um eine eigenständige Art oder eine Variante des Pottos handelt. Der wissenschaftliche Artname ehrt den Primatenforscher Robert Denis Martin (* 1942).

## Merkmale
Falsche Pottos ähneln den Pottos, sind aber etwas kleiner. Ihr Schwanz ist relativ lang, weitere Unterschiede liegen im Bau des Schädels und der Zähne. So ist die Schnauze relativ breit, der vorderste obere Prämolar verlängert und der hinterste Molar rückgebildet.

## Taxonomie
Die Art wurde 1996 von Jeffrey H. Schwartz anhand zweier Exemplare beschrieben, die im anthropologischen Institut der Universität Zürich aufbewahrt werden. Das eine ist ein Weibchen, das in Kamerun gefangen wurde und später im Zoo Zürich lebte. Vom anderen Exemplar, einem halbausgewachsenen Männchen, ist nur der Kopf erhalten, dieses Tier stammt aus „Äquatorialafrika“. Aufgrund dieser spärlichen Angaben sind keine sicheren Rückschlüsse auf das Verbreitungsgebiet möglich. Auch über die Lebensweise ist nichts bekannt.
Die Ergebnisse Schwartz’ sind umstritten. Einige Forscher wie E. Sarmiento und S. Bearder halten die Unterschiede zum Potto für zu gering, um den Status einer eigenen Art zu rechtfertigen. Die IUCN erkennt den Falschen Potto nicht als eigene Art an (zählt ihn zu den Kamerun-Pottos) und im Primatenband des Standardwerks Handbook of the Mammals of the World wird der Falsche Potto nicht einmal erwähnt.

## Belege
1. ↑  Jeffrey H. Schwartz: Pseudopotto martini : a new genus and species of extant lorisiform primate. Anthropological papers of the American Museum of Natural History 78, 1996. (Volltext)